# Chavari
Chavari  este un oraș în Grecia în prefectura Elida.